# 리갈 이글
《리갈 이글》(영어: Legal Eagles)은 미국에서 제작된 1986년 법률 로맨틱 코미디 스릴러 영화이다. 아이번 라이트먼이 연출, 공동 원안, 제작을 맡고, 로버트 레드퍼드 등이 출연하였다.

## 출연
- 로버트 레드퍼드
- 데브라 윙어
- 대릴 해나
- 브라이언 데너히
- 테런스 스탬프
- 스티븐 힐
- 크리스틴 버랜스키
- 로스코 리 브라운
- 데이비드 클레넌
- 존 맥마틴
- 로버트 커티스 브라운
- 그랜트 헤슬로브
- 세라 보츠퍼드
- 크리스천 클레먼슨
- 린 해밀턴
- 브라이언 도일머리
- 버크 번스
- 리즈 셰리던

## 기타 제작진
- 미술: 존 디퀴어